# Patrizio Stronati
Patrizio Stronati (* 17. November 1994) ist ein tschechisch-italienischer Fußballspieler.

## Karriere

### Verein
Stronati begann seine Karriere beim FC Hlučín. Nachdem er kurzzeitig für den FC Zbrojovka Brünn gespielt hatte, verließ er im Januar 2013 Hlučín endgültig und wechselte zu Baník Ostrava. Zwei Jahre später, wieder im Januar, wechselte er erstmals ins Ausland, nach Österreich zum FK Austria Wien. Sein Debüt gab er am 21. Spieltag im Spiel gegen den SCR Altach.
Im Januar 2017 wechselte er leihweise für ein Jahr zum tschechischen Erstligisten FK Mladá Boleslav.
Nach der Saison 2017/18 verließ er die Austria und kehrte zu Baník Ostrava zurück, wo er einen bis Juni 2022 laufenden Vertrag erhielt.

### Nationalmannschaft
Stronati spielte 2013 dreimal für die tschechische U-19-Nationalmannschaft; in der U-20 spielte er das erste Mal am 4. September 2014 (1:0 im Spiel gegen die Niederlande).